# Ursula Island
Ursula Island ist eine kleine Insel im Südwesten der Philippinen in der Sulusee vor der Südspitze der Insel Palawan. Sie gehört zur Provinz Palawan.

## Naturschutzgebiet
Die Insel gehört seit 1970 zum Vogelschutzgebiet Ursula Island Game Refuge and Bird Sanctuary.